# 薄葉季路
薄葉 季路（うすば としみち）は、日本の数学者。早稲田大学基幹理工学部数学科教授。
専門は公理的集合論で、日本数学会賞建部賢弘賞を受賞。

## 人物・経歴
2001年東京学芸大学教育学部卒業。2003年に名古屋大学大学院情報科学研究科計算機数理科学専攻後期課程に総代で進学し、2008年同修了、博士（情報科学）、東北大学大学院理学研究科教育研究支援者、山形大学理学部・教育学部非常勤講師。
2009年ライン・フリードリヒ・ヴィルヘルム大学ボンハウスドルフ数学センター （ HCM ）博士研究員。
2010年名古屋大学高等研究院特任助教。2013年神戸大学自然科学系先端融合研究環重点研究部助教。
2014年度日本数学会賞建部賢弘賞受賞。2016年早稲田大学基幹理工学部数学科准教授。
2021年早稲田大学基幹理工学部数学科教授。
専門は公理的集合論。